# Валим (гмина)
Валим (пол. Walim) — сельская гмина (волость) в Польше, входит как административная единица в Валбжихский повет, Нижнесилезское воеводство. Население 5751 человек (на 2004 год).

## Демография
| Перепись                       | Всего   | Всего | Женщины | Женщины | Мужчины | Мужчины |
| ------------------------------ | ------- | ----- | ------- | ------- | ------- | ------- |
| Единицы                        | человек | %     | человек | %       | человек | %       |
| Население                      | 5751    | 100   | 2937    | 51,1    | 2814    | 48,9    |
| Плотность населения (чел./км²) | 73      | 73    | 37,3    | 37,3    | 35,7    | 35,7    |

## Достопримечательности
В деревне Загуже-Слёнске частично разрушенный замок Гродно.

## Соседние гмины
1. Гмина Глушица
2. Едлина-Здруй
3. Гмина Нова-Руда
4. Пешице
5. Гмина Свидница
6. Валбжих